# Mostra de Venise 1938
La Mostra de Venise 1938 — ou la 6e édition de la Mostra de Venise ou encore la 6e édition du Festival international du film de Venise (en italien : 6ª edizione della Mostra internazionale d'arte cinematografica) — est un festival de cinéma international qui s'est tenu à Venise en Italie du 8 août au 1er septembre 1938.

## Jury
- Giuseppe Volpi (président, Italie), Olaf Andersson (Suède), Luigi Freddi (Italie), Antonio Maraini (Italie), Giacomo Paulucci de' Calboli (Italie), Milos Havel (Tchécoslovaquie), Neville Kearney (Grande-Bretagne), René Jeanne (France), Oswald Lehnich (Allemagne), Humberto Mauro (Brésil), Edmond Moreau (Suisse), Eitel Monaco (Italie), Ryszard Ordyński (Pologne), Alfonso Rivas Bustamante (Mexique), Harold L. Smith (É.-U.), Junzo Sato (Japon), F. L. Theron (Afrique du Sud), Carl Vincent (Belgique), Louis Villani (Hongrie).

## Palmarès
- Meilleur film : Luciano Serra, pilote (Luciano Serra pilota) de Goffredo Alessandrini et Les Dieux du stade (Olympia) de Leni Riefenstahl
- Coupe Volpi pour la meilleure interprétation masculine : Leslie Howard pour Pygmalion de Anthony Asquith et Leslie Howard
- Coupe Volpi pour la meilleure interprétation féminine : Norma Shearer pour Marie Antoinette de W. S. Van Dyke
- Meilleur court-métrage:
  - Armonie pucciniane de Giorgio Ferroni
  - Karakoram de Marcel Ichac avec Henri de Ségogne
  - Sv. Istvan (Magyar Film Iroda)
- Meilleur documentaire:
  - Nella luce di Roma (Istituto Nazionale Luce)
  - The River de Pare Lorentz